# Сидоров, Алексей Владимирович
Алексей Владимирович Сидоров (29 декабря 1971, Тольятти, Куйбышевская область, РСФСР, СССР — 9 октября 2003, Тольятти, Самарская область, Россия) — тольяттинский журналист, второй главный редактор газеты «Тольяттинское обозрение», жертва громкого заказного убийства.

## Биография
Родился 29 декабря 1971 года в Тольятти.
В 1979—1989 годах учился в школе № 39 Комсомольского района. В 1989 году поступил в Куйбышевский педагогический институт. В 1994 году окончил его, но по специальности работать не стал, устроившись на работу в газету «Все и все». В 1996 году Сидоров, будучи уже достаточно известным журналистом, перешёл на работу в газету «Будни». После создания Валерием Ивановым газеты «Тольяттинское обозрение» Сидоров стал его заместителем. Был одним из комментаторов серии «Жигулёвская битва» из цикла «Криминальная Россия».
После убийства Иванова в 2002 году Сидоров стал главным редактором «Тольяттинского обозрения». На этом посту Сидоров продолжил деятельность по разоблачению криминалитета, связанного с Волжским автомобильным заводом. Сидорову было предложено обзавестись личной охраной, однако он отказался от этого. В последнее время своей жизни Сидоров занимался журналистским расследованием деятельности группировок Игоря Сиротенко по кличке «Сирота» и Амирбека Бисултанова, исчезновения одного из лидеров Купеевской ОПГ Александра Белянкина и рядом других криминальных тем. Именно с этими расследованиями и связывают убийство Сидорова, однако ни одна из версий своего подтверждения не нашла.

## Убийство
9 октября 2003 года Сидоров уехал из редакции к себе домой на собственной машине. Приблизительно в 21 час Сидоров поставил машину на автостоянку и направился в сторону своего дома № 13 по улице Коммунистической. В это время неизвестный молодой человек поравнялся с Сидоровым и нанёс ему несколько ударов ножом, после чего скрылся с места преступления. Шатаясь, журналист сумел дойти до своего подъезда и набрать номер своей квартиры. Когда жена Сидорова спустилась вниз, тот ещё был жив. Вскоре он скончался от потери крови. 11 октября Сидоров был похоронен на Баныкинском кладбище Тольятти за могилой прежнего редактора «Тольяттинского обозрения» Валерия Иванова.
Руководители правоохранительных органов, в том числе министр внутренних дел России Борис Грызлов, заверили общественность в скорейшем расследовании и раскрытии убийства Сидорова. Через несколько дней предполагаемый убийца был установлен — им оказался слесарь тольяттинского предприятия «Куйбышевазот» Евгений Майнингер. Майнингеру было предложено явиться в РОВД Комсомольского района Тольятти для дачи показаний. Прямо в здании отдела он был задержан на 10 суток за оскорбление сотрудника милиции. По некоторым данным, Майнингер подвергался физическому и психологическому давлению. На девятые сутки пребывания под стражей он написал явку с повинной, в которой сознался в убийстве Сидорова. Несмотря на это, 11 октября 2004 года Майнингер был полностью оправдан приговором Комсомольского районного суда Тольятти и освобождён из-под стражи прямо в зале суда.
Убийство Сидорова до сих пор считается нераскрытым.